# Hussites
Els hussites van ser els membres dels moviments reformistes, en l'àmbit religiós i social, sorgits a Bohèmia al segle xv, arran de la predicació i activitat de Jan Hus, de qui prenen el nom. De gran rellevància entre el segle xv i el XVII, les tradicions hussites són avui representades per diverses comunitats protestants: l'Església Morava, la Unitat dels Germans i l'Església Hussita Txeca.

## Orígens
Els orígens del moviment s'han de trobar en una coincidència de factors:
1. Per la seva situació geogràfica, el cristianisme havia arribat a Bohèmia relativament tard, al segle X; a més, tenia molts contactes amb les esglésies ortodoxes, presents i majoritàries en zones frontereres. Això feia que els vincles amb l'Església Romana fossin més febles que en altres llocs, i encara foren més afeblits pels cismes esdevinguts al si de l'Església.
2. Com en altres llocs d'Europa, les capes més baixes de la població havien de suportar i mantenir una jerarquia eclesiàstica que vivia en l'opulència i no tenia un comportament exemplar, sinó contrari a la mateixa manera de viure que predicava.
3. A Bohèmia, prop d'un terç de les terres eren propietat de l'Església: els pagesos, cansats dels impostos i el poc aprofitament dels seus impostos, es van rebel·lar.
4. Un cert nacionalisme eslau que s'enfrontava a l'Església, vista com una imposició estrangera, per la seva subjecció a Roma i al Sacre Imperi Romanogermànic.

Durant el Concili de Constança, Hus fou condemnat a la foguera, on morí el 6 de juliol de 1415. Hus havia mantingut posicions molt crítiques amb el poder eclesiàstic i la infal·libilitat del Papa, en la línia de John Wycliffe o dels valdesos. Les seves opinions van influir decisivament en Martí Luter.

## Els hussites després de l'execució de Jan Hus
Després de l'execució de Hus, el moviment hussita va tenir un tarannà gairebé d'insurrecció: hi hagué protestes i, el setembre de 1415, 452 nobles bohemis i moraus enviaren una nota formal al papa contra l'acusació d'heretgia que havia portat a la condemna de Hus. La població venerà Hus com a màrtir i les protestes es convertiren en un moviment nacionalista bohemi.
El 1420 es publicaren els Quatre articles de Praga, que es podria considerar com a manifest del credo hussita:
1. Llibertat per als preveres i laics per predicar les Sagrades Escriptures en la llengua local.
2. Comunió eucarística sota les dues formes: el calze amb el vi i el pa, donats tant als adults com als nens; el calze es convertí en el símbol del moviment.
3. Expropriació dels béns eclesiàstics, pobresa dels clergues, que havien de renunciar als béns materials.
4. Penes exemplars per als pecats mortals comesos per clergues.

El moviment es dividí en diferents corrents:
- els calixtins o corrent moderat: format per estudiants, nobles i l'alta burgesia; prengué el nom de calix, "calze" en llatí. També foren anomenats: calzistes o utraquistes (del llatí sub utraque specie, "sota ambdues espècies");
- els taborites o corrent extremista: prengué el nom del mont Tábor, turó proper a la ciutat de Serimovo Ústí, on s'havia fundat un establiment hussita on acudiren molts pagesos i gent de les capes més pobres;
- els horebites: corrent radical, derivada dels taborites i extremant les seves característiques, comandada pel noble Jan Žižka;
- els neoadamites o picards: guiats per Martin Húska, que promovien una vida en comunitat, sense propietat privada, rebutjant el matrimoni i les distincions socials, o el mateix fet de cobrir la nuesa.

## Guerres Hussites
Arran de les rebel·lions, el rei Venceslau IV de Bohèmia volgué excloure els hussites dels càrrecs públics i religiós. Aquest fet provocà una sublevació el 30 de juliol del 1419: un grup de taborites, guiats per Žižka, feren la Primera Defenestració de Praga i mataren set magistrats que no havien volgut alliberar els taborites detinguts prèviament.
Poc després, el rei Venceslau morí i el succeí el seu germanastre Segimon I del Sacre Imperi Romanogermànic, llavors rei d'Alemanya. En 1420, amb l'excusa que el papa Martí V havia emès la butlla Inter cunctas que excomunicava els hussites i promulgava una croada contra ells, l'emperador envaí Bohèmia. Entre 1420 i 1434 es desenvoluparen les guerres hussites, que començaren amb alguns triomfs de les tropes hussites comandades per Jan Žižka.

## El Concili de Basilea i elsCompactade Praga
El bàndol imperial va intentar arribar a un acord amistós; convidaren una ambaixada bohèmia al Concili de Basilea i les negociacions hi començaren el gener de 1433, centrant-se en els Articles de Praga i sense arribar a cap acord. Després de diverses negociacions, les dues parts acceptaren els Compacta a Praga el 30 de novembre de 1433. L'acord garantia la llibertat religiosa i la comunió sota les dues espècies per qui volgués, però sempre entenent que Crist era present enterament en cadascuna de les espècies. Es garantia la predicació lliure sempre que la jerarquia eclesiàstica local aprovés i nomenés els preveres, que estarien sota la jurisdicció episcopal. En canvi, no es modificà res referent al poder secular del clergat. Així, els hussites calixtins reconeguren Segimon com a rei de Bohèmia i obtingueren a canvi certa llibertat religiosa i nombrosos càrrecs nobiliaris.
Els taborites refusaren l'acord; els calixtins s'aliaren amb els catòlics romans i aniquilaren els taborites a la batalla de Lipany (30 de maig de 1434). Els taborites perderen influència i el moviment hussita només continuà a Polònia durant cinc anys, fins que foren derrotats per l'exèrcit reial polonès a la batalla de Grotniki en 1439. L'assemblea del regne reunida a Jihlava en 1436 confirmà els Compacta i sancionaren la llei. Això portà a la reconciliació de Bohèmia amb Roma i l'església occidental, i Segimon pogué prendre possessió formal de la corona bohèmia.
L'assemblea del regne, reunida a Praga, rebutjà la doctrina de Wycliffe sobre el Sant Sopar en 1444, la qual cosa era inacceptable per als utraquistes. Molts taborites s'uniren llavors als utraquistes, mentre que altres s'uniren als Germans de la Llei de Crist (Unitas Fratrum), que formarien amb el temps les confessions protestants, encara vigents: Unitat dels Germans, els Germans Bohemis i l'Església Morava.

## Reorganització dels hussites
Els utraquistes continuaven seguint les doctrines de Hus; en 1462, Pius II declarà els Compacta nuls i prohibí la comunió sota les dues espècies, reconeixent Jordi de Podebrady com a rei de Bohèmia només amb la condició que havia de prometre la subjecció absoluta a l'Església Romana en qüestions de fe. Podrebrady refusà, però el seu successor, Vladislau II de Bohèmia i Hongria, afavorí el catolicisme i perseguí alguns clergues calixtins. El conflicte amb els utraquistes va anar creixent fins que en 1485, la Dieta de Kutná Hora arribà a un acord entre les dues parts que duraria trenta-un anys. En 1512, la dieta decretà la igualtat de drets entre les dues religions, de manera permanent.
L'inici de la Reforma protestant de Martí Luter fou benvinguda pels clergues utraquistes: el mateix Luther se sorprengué de les grans coincidències que tenia amb el pensament de Hus. No obstant això, alguns clergues utraquistes no es mostraren d'acord amb la Reforma i es donà un cisma entre ells: una part tornà a l'obediència de Roma, mentre que d'altres s'integraren a la Unitas Fratrum de 1457.
Sota Maximilià II del Sacre Imperi Romanogermànic, l'assemblea de Bohèmia promulgà la Confessio Bohemica, acceptada per luterans, reformats i Germans Bohemis, que constituí el començament del final del moviment hussita. Després de la batalla de la Muntanya Blanca (8 de novembre de 1620), l'Església Catòlica Romana es restablí amb força a Bohèmia i Moràvia, canviant-hi les condicions religioses. Els líders i membres de la Unitas Fratrum van haver d'escollir entre l'exili o continuar practicant la seva fe en secret. Molts, com Jan Amós Comenius, marxaren a estats del nord-oest d'Europa, com els Països Baixos, o a estats alemanys on podien continuar practicant-la: la comunitat establerta a Herrhut (Alemanya) donà origen en 1727 a l'Església Morava. De les comunitats que restaren, la més gran fou la de Lissa (Leszno, Polònia) i alguns grups aïllats a Moràvia.
Avui dia, l'Església Hussita Txeca es proclama com a successora de la tradició hussita.